# وزارة الثقافة (السعودية)
وزارة الثقافة هي وزارة سعودية معنية بالمشهد الثقافي في المملكة العربية السعودية على الصعيدين المحلي والدولي. وتحرص على الحفاظ على التراث التاريخي للمملكة مع السعي لبناء مستقبل ثقافي غنيّ تزدهر فيه مختلف أنواع الثقافة والفنون. تأسست وزارة الثقافة يوم 17 رمضان 1439هـ الموافق 2 يونيو 2018 م، بموجب الأمر الملكي رقم أ/217، وأوكلت مهمة قيادتها للأمير بدر بن عبد الله بن فرحان آل سعود. تعمل الوزارة على المساهمة في تحقيق برنامج التحول الذي تعيشه المملكة ضمن رؤية السعودية 2030، وهي إحدى الوزارات الحاصلة على شهادة اعتماد البنية المؤسسية الوطنية للجهات الحكومية المتميزة من هيئة الحكومة الرقمية. وشهادة التميّز لعام 2023م في المشتريات من معهد تشارترد للمشتريات والتوريد CIPS.

## الرؤية
أن تزدهر المملكة العربية السعودية بمختلف ألوان الثقافة، لتثري نمط حياة الفرد وتسهم في تعزيز الهوية الوطنية، وتشجع الحوار الثقافي مع العالم.

## الرسالة
أن تمكّن وتشجع القطاع الثقافي السعودي بما يعكس حقيقة الماضي العريق للمملكة، ويساهم في سعيها نحو بناء مستقبل يعتز بالتراث ويفتح للعالم منافذ جديدة ومختلفة للإبداع والتعبير الثقافي.

## الأهداف
حددت رؤية وتوجهات الوزارة ثلاثة أهداف رئيسية هي:
- الثقافة كنمط حياة.
- الثقافة من أجل النمو الاقتصادي.
- الثقافة من أجل تعزيز مكانة المملكة الدولية.

تتماشى هذه الأهداف بدقة مع المحاور الاستراتيجية لرؤية المملكة 2030.

## الهيئات
القائمة التالية تحتوي على 11 هيئة تابعة لوزارة الثقافة، وتتمتع كل هيئة بالشخصية الاعتبارية العامة والاستقلال المالي والإداري وترتبط تنظيميّاً بوزير الثقافة:
| م  | الشعار | الهيئة                       | الموقع                            |
| -- | ------ | ---------------------------- | --------------------------------- |
| 1  |        | هيئة الأفلام                 | https://film.moc.gov.sa           |
| 2  |        | هيئة الموسيقى                | https://music.moc.gov.sa          |
| 3  |        | هيئة الأزياء                 | https://fashion.moc.gov.sa        |
| 4  |        | هيئة التراث                  | https://heritage.moc.gov.sa       |
| 5  |        | هيئة المكتبات                | https://libraries.moc.gov.sa      |
| 6  |        | هيئة المتاحف                 | https://museums.moc.gov.sa        |
| 7  |        | هيئة الفنون البصرية          | https://visualarts.moc.gov.sa     |
| 8  |        | هيئة فنون الطهي              | https://culinary.moc.gov.sa       |
| 9  |        | هيئة فنون العمارة والتصميم   | https://archdesign.moc.gov.sa     |
| 10 |        | هيئة المسرح والفنون الأدائية | https://performingarts.moc.gov.sa |
| 11 |        | هيئة الأدب والنشر والترجمة   | https://lpt.moc.gov.sa            |

## الشِعار
يرسم الشعار صورة كاملة للسعودية بهويتها وثقافتها وتنوعها الجغرافي، حيث يرمز عدد الخطوط الـ 13 لعدد مناطق المملكة، فيما تعبّر طريقة رسم الخطوط عن بعدين بصريين مركبين؛ الأول النسج بالسدو، والثاني خريطة حمض نووي "DNA"، ودُمج البعدين في معنى واحد يؤكد على عمق الثقافة السعودية وثرائها وتنوعها.

### ألوان الشِعار
ترمز إلى تعدد القطاعات الثقافية في المملكة.

## أبرز المبادرات والمشاريع
| المبادرة                                                               | تاريخ إطلاقها  | عن المبادرة |
| ---------------------------------------------------------------------- | -------------- | --- |
| صندوق التنمية الثقافي                                                  | 6 يناير 2021   | يرتبط تنظيميًا بصندوق التنمية الوطني، وهو ضمن مبادرات برنامج جودة الحياة، بهدف تنمية القطاع الثقافي وتحقيق الاستدامة من خلال دعم النشاطات والمشاريع الثقافية، وتسهيل الاستثمار في الأنشطة الثقافية وتعزيز ربحية القطاع، وتمكين المهتمين من الانخراط في الأعمال الثقافية. |
| المسرح الوطني                                                          | يناير 2020     | مبادرة تهدف لدعم إبداعات المسرحيين السعوديين، وتعزيز إمكانياتهم في الفنون الأدائية، وتطوير المخرجات المسرحية السعودية؛ وذلك باستلهام رؤية المملكة 2030 للتراث والثقافة المحلية. |
| مجمع الملك سلمان العالمي للغة العربية                                  | 1 سبمتبر 2020  | تأسس للمساهمة في تعزيز دور اللغة العربية إقليمياً وعالمياً، وإبراز قيمتها المعبّرة عن العمق اللغوي للثقافة العربية والإسلامية، وليكون مرجعية علمية على المستوى الوطني فيما يتعلق باللغة العربية وعلومها. |
| برنامج الابتعاث الثقافي                                                | 30 ديسمبر 2019 | يُعد أول برنامج للابتعاث الثقافي في تاريخ المملكة، والذي يتيح فرصاً تعليمية نوعية للطلاب والطالبات السعوديين من خلال دراسة التخصصات الثقافية والفنية في أبرز الجامعات العالمية، في مجالات منها علم الآثار والتصميم والمتاحف والموسيقى والمسرح وصناعة الأفلام والآداب والفنون البصرية وفنون الطهي. في أغسطس 2024 أدرجت وزارة الثقافة 118 مؤسسة تعليمية إلى قائمة المؤسسات التعليمية المعتمدة ضمن برنامج الابتعاث الثقافي. |
| مهرجان البحر الأحمر السينمائي الدولي                                   | 21 مارس 2020   | أول مهرجان سينمائي دولي في السعودية، وهو مبادرة غير ربحية أطلقتها وزارة الثقافة السعودية؛ بغرض دعم قطاع الأفلام في المملكة وإثراء المحتوى السينمائي المحلي. |
| الفرقة الوطنية للموسيقى                                                | 2019           | فرقة موسيقية وطنية من المملكة العربية السعودية تأسست، وتمثل المملكة في المحافل الموسيقية العالمية والإقليمية. |
| بينالي الدرعية                                                         | 11 ديسمبر 2021 | يُمثّل منصّة لاستعراض أفضل منتوجات الفن والإبداع في العالم، وصُمم ليتماشى مع سياق التحولات النوعية المحققة التي يعيشها المشهد الثقافي السعودي. |
| الجوائز الثقافية الوطنية                                               | 2020           | هي مبادرة تقدم 14 جائزة في المجالات الثقافية، للاحتفاء بإنجازات وإنتاجات الأفراد والمجموعات والمؤسسات في مختلف القطاعات الثقافية، إلى جانب تقديمها الدعم المادي والمعنوي للفائزين، والمتمثل في دعم الإنتاج الثقافي للفائز، والاحتفاء به إعلامياً ومجتمعياً. |
| مبادرة التراث الثقافي غير المادي                                       | 16 ديسمبر 2021 | مبادرة وطنية تهدف لتثقيف الطلاب والطالبات من كافة أنحاء المملكة بالتراث السعودي الثقافي غير المادي، للحفاظ على امتداده جيلاً بعد جيل، وذلك من خلال العمل مع المعلمين والمعلمات لتحفيز الطلاب على البحث المكتبي والميداني في هذا المجال. |
| إستراتيجية تنمية القدرات الثقافية                                      | 15 ديسمبر 2022 | إستراتيجية أطلقتها وزارة الثقافة ووزارة التعليم بالشراكة مع وزارة الموارد البشرية والتنمية الاجتماعية، والمؤسسة العامة للتدريب التقني والمهني، وهيئة تقويم التعليم والتدريب، والمركز الوطني للتعليم الإلكتروني لربط مخرجات التعليم بحاجات سوق العمل في القطاع الثقافي. وصممت استراتيجية تنمية القدرات الثقافية 33 مبادرة من بينها؛ برامج اكتشاف ورعاية الموهوبين والاحتفاء بالقدرات في الثقافة والفنون، وتصميم وتحسين وطرح مناهج الثقافة والفنون بالتعليم العام، وتحديد معايير المعلمين المهنية، ومعايير وتطوير البنية التحتية في المدارس، وكليات وبرامج أكاديمية في التعليم العالي.                                                          |
| كليةَ الفنون                                                            | 11 فبراير 2024 | تدشين كلية الفنون التي تُعد أول كلية سعودية متخصصة في تعليم الفنون في السعودية، وذلك من خلال شراكة استراتيجية مع جامعة الملك سعود بالرياض، وكبداية يوجد في الكلية ثلاثة أقسام: التصميم، والفنون الأدائية، والفنون البصرية، وهو ما يمثل بداية لتعاونٍ ثقافيٍّ علميٍّ مستمرٍ بين وزارة الثقافة السعودية وجامعة الملك سعود بالرياض وغيرها من الجامعات الوطنية المرموقة بالمملكة العربية السعودية. |
| مشروع التوثيق المكاني للمواقعة التي عاش فيها الشعراء العرب في السعودية | 24 مارس 2024   | دشنت وزارة الثقافة السعودية مشروع التوثيق المكاني للمواقع السعودية التي عاش فيها الشعراء العرب وارتبطوا بها عبر التاريخ، حيث وثقت الوزارة الأماكن التي أقاموا بها وعمدت إلى تسهيل الوصول لها عبر تركيب لوائحَ إرشادية وتعريفية تربط بين هذه المواقع التراثية وشعراء عصر ما قبل الإسلام بملاحِمهم وقصائدهم ومُعلّقاتِهم الشهيرة في تاريخ الثقافة العربية، ففي منطقة الرياض وثق المشروع عدة مواقع لـ شعراء مشهورين وُلدوا وعاشوا في مواقعها التاريخية، من بينهم الشاعر امرؤ القيس والشاعرة ليلى الأخيلية، ومجنون ليلى، فيما وثّق المشروع عدة مواقع في القصيم عاش فيها أو مرّ بها شعراء مثل برج الشنانة بمدينة الرس الذي ارتبط بالشاعر زهير بن أبي سلمى. |
| منتج "التأمين الثقافي" للمباني التراثية والأعمال الفنية                | 29 أبريل 2024  | أطلقت وزارة الثقافة وهيئة التأمين منتج "التأمين الثقافي" الذي يساعد مُلاّك الأعمال الفنية والأصول الثقافية في السعودية على تأمين أصولهم ومقتنياتهم وحمايتها وضمان استدامتها ويُوفّر المتطلبات المساعدة للمحافظة عليها، إلى جانب تأمين تغطية مالية في حالة حدوث ما يؤدي إلى خسارة أو تلف هذه الأصول الثقافية. |
| إطلاق الخط الأول والخط السعودي                                         | 16 أبريل 2025  | أطلقت وزارة الثقافة السعودية خطين طباعيين جديدين تحت مسمى “الخط الأول” و”الخط السعودي”، في خطوة نوعية تهدف إلى إحياء روح الخط العربي المستلهم من أقدم النقوش والمصاحف، وتعزيز حضوره في العصر الرقمي، بما ينسجم مع مستهدفات رؤية السعودية 2030 في الاهتمام باللغة العربية والفنون والثقافة. |
| أكاديمية الفنون والثقافة                                               | 22 يوليو 2025  | أعلنت وزارة الثقافة بالتعاون مع وزارة التعليم إطلاق " أكاديمية الفنون والثقافة"، وهي مدارس حكومية تُعنى باكتشاف ورعاية المواهب الثقافية لدى الطلاب والطالبات في مراحل التعليم العام، على أن تستهل نشاطها في عامها الأول بطلاب وطالبات الصف الرابع الابتدائي، والصف الأول المتوسط في مدينتي الرياض وجدة. |

## تسمية الأعوام بعناصر رئيسية للثقافة العربية
| 2021 عام الخط العربي     |  | 18 ديسمبر 2019 | تسمية عام 2021 بـ «عام الخط العربي» لتعزيز حضور الخط العربي بكافة القطاعات الحكومية والخاصة والأفراد، إلى جانب حضوره في المحافل والمؤتمرات المحلية والعالمية، وتعزيز الدور المعرفي والتثقيفي الذي تتبناه الوزارة في نشاطاتها خلال هذا العام. |
| 2022 عام القهوة السعودية |  | 9 ديسمبر 2021  | تسمية عام 2022 بـ "عام القهوة السعودية" للاحتفاء بهذا العنصر الثقافي المرتبط بهوية وثقافة المملكة، عبر فعاليات وأنشطة ومبادرات تقام على مدار العام، وبشراكة فاعلة من أفراد المجتمع وكافة الجهات المعنية. |
| 2023 عام الشعر العربي    |  | 2023           | تسمية عام 2023 بـ "عام الشعر العربي" للاحتفاء بالقيمة المحورية للشعر في الثقافة العربية. ونظمت الوزارة خلال العام العديد من المهرجانات الشعرية أبرزها: «مهرجان امرؤ القيس: شاعر الغزل» في الدرعية في شهر أكتوبر، و«مهرجان طرفة بن العبد» في الأحساء في شهر نوفمبر. وفي ديسمبر اختتمت وزارة الثقافة السعودية مبادرة عام الشعر العربي بإطلاق العرض المسرحي الأدائي "رسوم وطلل.. جغرافيا القصيدة"     |
| 2024 عام الإبل           |  | 2024           | تسمية عام 2024 بـ "عام الإبل" للاحتفاء بالإبل وترسيخ العلاقة العميقة بين المجتمع السعودي والإبل جيلاً بعد جيل، ودورها في التطوّر الحضاري عبر رحلات الاستكشاف، وإمكاناتها الفريدة التي جعلتها تتبوأ مكانتها المهمّة في الثقافة السعودية. وبوصفها أيقونة ثقافية تمثّل الهوية السعودية وبهدف التعريف بالقيمة الحضارية للإبل، والعادات المرتبطة بها، والتركيز على دورها الاقتصادي في تحقيق الأمن الغذائي". |
| 2025 عام الحرف اليدوية   |  | 2025           | تسمية عام 2025 بـ"عام الحرف اليدوية"، ترسيخاً لمكانة الحرف اليدوية بوصفها تراثاً ثقافياً أصيلاً، وتعزيزاً لمزاولتها، وصونها، واقتنائها، وتوثيق قصصها، وحضورها في الحياة المعاصرة. |

## المنصات

### منصة الخطاط
أعلنت وزارة الثقافة السعودية عن إطلاق أول منصة إلكترونية لتعليم الخط العربي والزخرفة الإسلامية بدعم من برنامج جودة الحياة أحد برامج رؤية المملكة 2030، وذلك تحت عنوان «منصة الخطاط» وبإشراف نخبة من الخطاطين المحترفين في المملكة والعالم العربي والذين سيقدمون من خلالها أساسيات الخط العربي وفنونه وأساليبه عبر دورات تدريبية ومشاريع وورش عمل احترافية.

### منصة ميتافيرس
في فبراير 2024 قامت وزارة الثقافة السعودية بإطلاق أول مبادرة وطنية في عالم "الميتافيرس" مدعومة بنظام الذكاء الاصطناعي لذكاء الوسائط التوليدي، حيث تتيح المنصة مزيجا من العروض الثقافية والابتكار الرقمي، فيما تستضيف بيئة رقمية ديناميكية تسمح للمستخدمين تجربة الأنشطة والمعالم السياحية على غرار احتفالات يوم التأسيس في الحياة الواقعية.

### منصّة المخطوطات العربية
في أبريل 2024 قامت وزارة الثقافة السعودية بالتعاون مع هيئة المكتبات بإطلاق منصة المخطوطات العربية التي ستتيح 126 ألف مخطوط أمام الدارسين والمختصّين والأكاديميين وطلاب الجامعات.

## وصلات خارجية
- وزارة الثقافة